# Amanda Tepe
Amanda Tepe (Cincinnati, 16 de octubre de 1977) es una actriz estadounidense natural de Cincinnati, Ohio. Ha aparecido en varios cortometrajes y largometrajes. Sus créditos de televisión incluyen por su participación en serie como General Hospital, Dexter, Studio 60 on the Sunset Strip, Cory en la Casa Blanca, That's So Raven, Entourage y un papel recurrente en la actual serie de disney Wizards of Waverly Place como muchos personajes diferentes. Tepe ha realizado en Los Ángeles varias producciones, incluyendo espectáculos de teatro con el elefante, McCadden Lugar Teatro, Teatro Whitefire, ACME Comedia Teatro, Teatro de Interact y Compañía, de la cual es miembro. Ella recibió su Licenciatura de Bellas Artes de Actuación de CalArts y tiene un Master de Artes en la Educación Teatro de la Universidad de Nueva York. 

## Filmografía
| Año        | película                      | Rol                  | Notas        |
| ---------- | ----------------------------- | -------------------- | ------------ |
| 2000       | Tachyon: The Fringe           | Voces adicionales    | Voz          |
| 2001       | Heroine Helen                 | Farrah               |              |
| 2003       | A Confession                  | Amanda               |              |
| 2003       | BachelorMan                   |                      | Sin crédito  |
| 2004       | Framed                        | Jackie               |              |
| 2004- 2007 | General Hospital              | Colleen Mchenry      | 47 episodios |
| 2005       | Save the Mavericks            |                      |              |
| 2005       | Lowa                          | Dominique            |              |
| 2005       | Entourage                     | Asistente de Gerente | 1 episodio   |
| 2006       | That's So Raven               | Becky                | 1 episodio   |
| 2006       | Crazy                         | Gail Garland         |              |
| 2006       | Bottom's Up                   | Manda Tepe           |              |
| 2006       | Studio 60 on the Sunset Strip | Bobbie               | 2 episodios  |
| 2006       | Dexter                        |                      | 1 episodio   |
| 2007- 2008 | Cory in the House             | Donna                | 4 episodios  |
| 2007- 2008 | Wizards of Waverly Place      | Melanie              | 7 episodios  |
| 2008       | October Road                  | Jody Watson          | 1 episodio   |
| 2009       | Without a Trace               | Kelly                | 1 episodio   |